# Palacio Riesco
El Palacio Riesco es inmueble ubicado en avenida Circunvalación Américo Vespucio con El Salto, específicamente en calle Rinconada el salto n.° 100, comuna de Huechuraba, en la ciudad de Santiago de Chile.

## Historia
El inmueble fue construido en un predio agrícola ubicado en el sector de El Salto en Huechuraba que en el momento de su construcción quedaba a una legua de distancia de la capital de Santiago en Chile.[cita requerida] Debido a la fertilidad de sus tierras el predio tuvo varios dueños destacados, su primer dueño fue el empresario Rodrigo de Araya posteriormente a fines del siglo XVII, pasó a manos de José Perfecto de Salas y su cónyuge, María Luisa Corvalán, y luego a los hijos de éstos hijo, Manuel de Salas Corvalán (casado con Manuela María Palazuelos Aldunate).[cita requerida]
Después del proceso de independencia de Chile, Pedro Salas Palazuelos heredó el predio de los bienes de su padre, Manuel de Salas. Luego, Pedro (casado con Rafaela Errázuriz Aldunate), lo traspasó a su hijo, Bernardo Salas Errázuriz, quien contrajo nupcias con Luisa Laso Errázuriz. Más adelante, José Tadeo Laso (casado con Juana Errázuriz Aldunate), remató la chacra de su yerno en 1863. Posteriormente en 1872, Laso Errázuriz heredó la chacra de su padre y la traspasó a su hija, Elvira Salas Laso.
En aquella época existía una  caballeriza y establos que formaban  parte del fundo de los Riesco en donde  se podía adquirir leche.
En sus jardines se encontraban álamos y eucaliptos. Desde el interior del palacio, en la altura, se podía observar las chacras y campos de siembras, más tarde, por los años 40 se construirían los primeros hogares a su alrededor y posteriormente fue adquirido por la compañía Entel Chile. Elvira Salas fue quien se unió a la familia Riesco al casarse con Alberto Riesco Errázuriz (quien daría el nombre al palacio), descendiente de una familia española de alcurnia llegada a Chile en el siglo XVIII. Riesco, aristócrata, destacaba por se un hábil agricultor que se dedicaba a la construcción de canales de regadío, además de ser un reconocido coleccionista de arte.[cita requerida]
Posteriormente, Elvira falleció, sin tener hijos con Riesco, aunque ésta ya había tenido un hijo siendo soltera, cuestión que la familia trató de ocultar, pero que Elvira reconoció dando su apellido, como era costumbre en los hijos llamados naturales, y siendo reconocido como Víctor Salas Salas. A su muerte, el predio pasó a manos de su cónyuge y los hijos que este después tendría, con su cuñada, Clemencia Salas, con quien decidió casarse (en una unión que fue muy comentada en su época). El terremoto de 1906 derrumbó toda construcción edificada en el predio, ya que en esos años se usaba el adobe en las construcciones, esto incluía a la casona patronal.[cita requerida]
Riesco Errázuriz y su familia, quienes en esos años vivían en la capital (entre la Calle Bandera y Calle Teatinos), decidieron la construcción de una residencia de verano en le predio y debido a que se acercaba el Centenario de la República (1910) ordenaron no escatimar en gastos, es por eso que eligieron al ingeniero civil José Ramón Herrera Lira, quien era conocido de Riesco al haber sido juez de aguas del canal Maipú y del Huechuraba (este último es el lugar donde se encuentra el predio). Herrera Lira edificó una impresionante residencia manteniendo un estilo ecléctico a la que Riesco Errázuriz trasladaría su colección de arte. Debido a malos negocios en San Fernando la familia Riesco Salas se vio obligada a rematar su colección de arte y a hacer del inmueble su residencia permanente.[cita requerida]
En la década de 1990, fue adquirido por la empresa Telex-Chile y en 1992, con ocasión del gobierno del presidente Patricio Aylwin, declarado Monumento Nacional. Entre 1995 y 1998, fue restaurado. También, fue habilitado para eventos hasta 2010, desde ese año el lugar se encuentra fuera de servicio.[cita requerida]

## Arquitectura
El inmueble combina varios estilos en su construcción de las cuales destaca el neoclásico francés de su fachada. La edificación es de dos pisos, donde el segundo está diseñado para brindar una doble altura al salón de estilo imperio que se sitúa en medio, torno a éste se distribuyen las dependencias, es iluminado por un vitraux de estilo art-nouveau y posee un piso de parqué.[cita requerida]
Está rodeado por corredores interiores que confluyen en tres torreones, uno de estos da salida al parque que estaba constituido por castaños y palmeras. Dos leones de bronce marcan la escalera por la cual se accede al inmueble, el cual ocupa una superficie de 2097 metros cuadrados.[cita requerida]